# Christopher Meloni

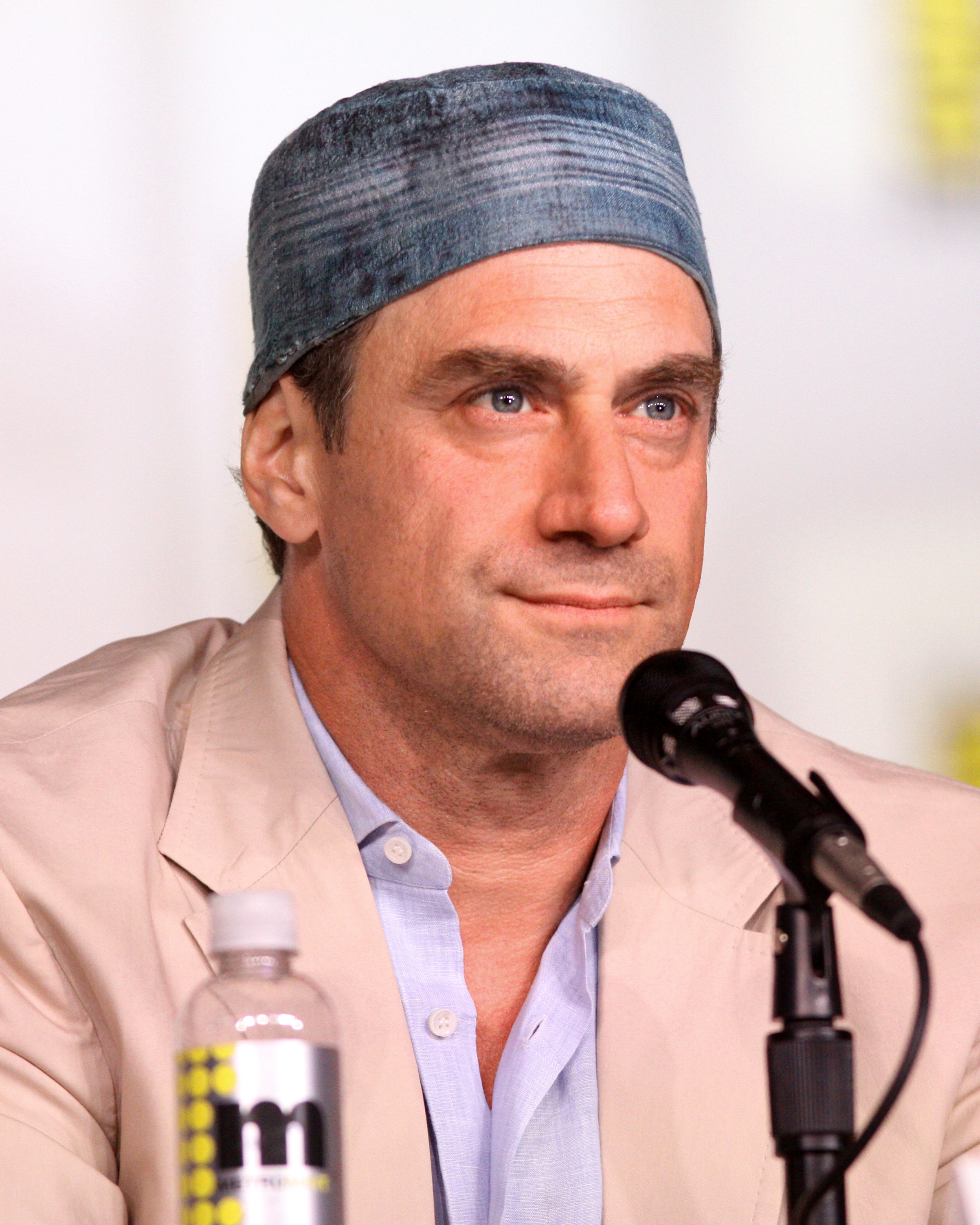
Christopher Meloni, 2012

Christopher Peter Meloni (* 2. April 1961 in Washington, D.C.) ist ein US-amerikanischer Schauspieler. Er wurde 1999 als Detective Elliot Stabler in der Fernsehserie Law & Order: Special Victims Unit bekannt. 

## Leben
Meloni hat Vorfahren italienischer und frankokanadischer Abstammung. 1983 erwarb er einen Abschluss im Fach Geschichte an der University of Colorado Boulder. Später studierte er Schauspiel bei Sanford Meisner an der Neighborhood Playhouse School of the Theatre in New York City und am Center for the Media Arts.
Meloni ist seit 1995 mit Sherman Williams verheiratet, mit der er zwei Kinder hat. Er lebt abwechselnd in New York City, New Milford und Los Angeles.

## Karriere
Sein Debüt hatte Meloni in der Fernsehserie California Bulls, in der er in den Jahren 1989 bis 1990 spielte. Von 1991 bis 1994 wirkte er in der Fernsehserie Die Dinos mit. In dem Fernsehfilm Herz in Fesseln (1993) spielte er eine der Hauptrollen, ebenso in den Fernsehserien The Boys (1993) und Golden Gate (1994). Im Thriller Bound – Gefesselt (1996) spielte er neben Jennifer Tilly und Gina Gershon eine größere Rolle. In zwei Episoden der Fernsehserie Scrubs – Die Anfänger trat er in einer Gastrolle als Kinderarzt Dr. Norris auf.
In der Komödie Die Braut, die sich nicht traut (1999) spielte Meloni die Rolle des Sportlehrers Bob Kelly, der mit Maggie Carpenter (Julia Roberts) verlobt ist, und in dem preisgekrönten Kurzfilm That Brief Moment übernahm er 2002 die Hauptrolle. Von 1998 bis 2003 trat er in einigen Folgen der Fernsehserie Oz – Hölle hinter Gittern auf. Von 1999 bis 2011 spielte Meloni die Rolle des Detective Elliot Stabler in der Fernsehserie Law & Order: Special Victims Unit. Für diese Rolle wurde er 2004 für den Prism Award und 2006 für den Emmy als „Bester Hauptdarsteller“ nominiert. 
In der fünften Staffel der HBO-Vampirserie True Blood hatte er die Nebenrolle des Roman Zimojic inne. 2013 übernahm er im biografischen Sportfilm 42 – Die wahre Geschichte einer Sportlegende, der vom Leben des Baseballspielers Jackie Robinson handelt, die Rolle des Leo Durocher. Im selben Jahr verkörperte er in der Superhelden-Comicverfilmung Man of Steel den Colonel Hardy. Im März 2014 hatte beim Sender Fox die Comedyserie Surviving Jack Premiere, in der Meloni die Titelrolle des Jack Dunlevy spielt.

## Filmografie (Auswahl)
- 1989–1990: 1st & Ten (Fernsehserie, 13 Folgen)
- 1992: Verhängnisvolle Liebe (Something to Live for: The Alison Gertz Story)
- 1993: Herz in Fesseln (Without a Kiss Goodbye)
- 1994: Blackout – Ein Detektiv sucht sich selbst (Clean Slate)
- 1994: Junior
- 1995: 12 Monkeys (Twelve Monkeys)
- 1996: Bound – Gefesselt (Bound)
- 1996: New York Cops – NYPD Blue (NYPD Blue, Fernsehserie, 4 Folgen)
- 1998: Fear and Loathing in Las Vegas
- 1998: Lautlose Invasion (Target Earth)
- 1998: The Souler Opposite
- 1998–2003: Oz – Hölle hinter Gittern (Oz, Fernsehserie, 38 Folgen)
- 1999–2011, seit 2021: Law & Order: Special Victims Unit (Fernsehserie)
- 1999: Die Braut, die sich nicht traut (Runaway Bride)
- 2000: Law & Order (Fernsehserie, Folgen 10x14–10x15)
- 2001: Wet Hot American Summer
- 2002: That Brief Moment
- 2002: Mord in Greenwich (Murder in Greenwich)
- 2003: Scrubs – Die Anfänger (Scrubs, Fernsehserie, Folge 3x03)
- 2004: Harold & Kumar (Harold & Kumar Go to White Castle)
- 2005: Law & Order: Trial by Jury (Fernsehserie, Folge 1x11)
- 2008: Harold & Kumar 2 – Flucht aus Guantanamo (Harold & Kumar Escape from Guantanamo Bay)
- 2008: Das Lächeln der Sterne (Nights in Rodanthe)
- 2008: Gym Teacher: The Movie
- 2009: Carriers
- 2009: Green Lantern: First Flight (Stimme)
- 2011: National Lampoon’s Dirty Movie
- 2012: True Blood (Fernsehserie, Folgen 5x02–5x06)
- 2013: 42 – Die wahre Geschichte einer Sportlegende (42)
- 2013: Man of Steel
- 2014: Surviving Jack (Fernsehserie, 8 Folgen)
- 2014: Wie ein weißer Vogel im Schneesturm (White Bird in a Blizzard)
- 2014: Sin City 2: A Dame to Kill For (Sin City: A Dame to Kill For)
- 2015: The Diary of a Teenage Girl
- 2015: Wet Hot American Summer: First Day of Camp (Miniserie, 6 Folgen)
- 2016: Rage – Tage der Vergeltung (I Am Wrath)
- 2016: Marauders
- 2016–2017: Underground (Fernsehserie, 15 Folgen)
- 2017: Mädelstrip (Snatched)
- 2017: Wet Hot American Summer: 10 Jahre später (Wet Hot American Summer: Ten Years Later, Miniserie, 4 Folgen)
- 2017–2019: Happy! (Fernsehserie, 18 Folgen)
- 2018: Pose (Fernsehserie, 2 Folgen)
- 2019: The Handmaid’s Tale – Der Report der Magd (The Handmaid’s Tale, Fernsehserie, 4 Folgen)
- seit 2019: Harley Quinn (Fernsehserie, Sprechrolle)
- 2020: The Twilight Zone (Fernsehserie, Folge 2x07)
- 2020: Family Guy (Fernsehserie, Folge 18x11, Sprechrolle)
- 2021: Bless the Harts (Fernsehserie, Folge 2x24, Sprechrolle)
- seit 2021: Law & Order: Organized Crime (Fernsehserie)
- 2024: IF: Imaginäre Freunde (IF, Stimme)